# Chiesa di San Giovanni Battista (Pavullo nel Frignano)
La chiesa di San Giovanni Battista, nota anche come pieve di Renno o plebana di San Giovanni Battista di Renno, è la parrocchiale di Renno, frazione di Pavullo nel Frignano in provincia di Modena. Appartiene al vicariato di Pavullo nel Frignano dell'arcidiocesi di Modena-Nonantola e risale al XII secolo.

## Storia
L'edificio venne edificato nel XII secolo e per la sua costruzione venne probabilmente utilizzato materiale che in precedenza apparteneva ad una primitiva antica chiesa di epoca carolingia. In quel periodo storico la località di Renno era un centro importante in tutta la vallata del Frignano.
L'anno di costruzione, il 1157, si desume dal decreto vescovile che dichiarò San Giovanni Battista pieve, e tale titolo venne mantenuto sino al XIX secolo. Da quel momento ebbe giurisdizione ecclesiastica su 35 chiese del territorio, subentrò alla pieve di Monteobizzo e ne ricevette i diritti e le decime.
La nobile famiglia  Montecuccoli dall'inizio del XVI secolo ebbe nella chiesa una propria cappella, con dedicazione all'Annunciazione di Maria.
All'inizio della seconda metà del XVIII secolo fu oggetto di importanti restauri e in quel periodo le due cappelle presenti, quella dell'Annunciazione di Maria e quella dedicata alla Madonna del Santo Rosario, avevano una struttura simile e simmetrica.
La sagrestia fu costruita 1565 e ampliata quasi un secolo più tardi. Nuovi ampliamenti vennero realizzati sino al XVIII secolo e riguardarono in particolare il presbiterio. Fu costruito anche il nuovo altare maggiore in scagliola policroma finemente lavorata. Nel 1673 fu costruita la torre campanaria e una delle sue prime campane fu quella che in precedenza stava sulla torre della rocca di Renno di Sopra. A lungo sul sagrato della chiesa e negli spazi vicini si svolsero non solo le cerimonie religiose ma anche le riunioni dello stesso consiglio comunale.
Il 19 luglio 1805, con proprio decreto, papa Pio VII dichiarò la chiesa francescana. All'inizio del secolo successivo venne rinnovato parte dell'arredo interno e nel 1914 alla sala fu aggiunto un sesto altare con dedicazione a Sant'Antonio di Padova. Nel secondo dopoguerra del XX secolo vennero riparati i danni prodotti da un bombardamento e fu restaurata la cappella Montecuccoli. L'ultimo ciclo di lavori conservativi è stato realizzato nel 2000.

## Descrizione

### Esterno
Lo stile architettonico è romanico e il prospetto principale è a capanna in pietra a vista di origine diversa e diversamante lavorata. Il portale di accesso è architravato e incorniciato. Sulla facciata si aprono tre grandi finestre rettangolari leggermente strombate che portano luce alla sala.

### Interno
L'interno ha pianta basilicale, ampia, con tre navate suddivise in quattro campate. Alcuni pilastri interni hanno struttura ottagonale, forse a sostegno dell'ipotesi che l'età dell'edificio sia anteriore al XII secolo. Gli archi ed i sostegni che costituiscono la copertura del soffitto interno nascondono in parte le strutture originali romaniche. Alcuni capitelli, con incisioni raffiguranti il monogramma di Cristo, ricordano quelli della più nota Sant'Apollinare in Classe di Ravenna.